# Saint-Pierre i Miquelon
Saint-Pierre i Miquelon (en francès Saint-Pierre-et-Miquelon) és un arxipèlag de l'Amèrica del Nord compost per dues illes principals (Miquelon la més gran i Saint-Pierre la més petita) i més d'una desena de petits illots, situat a l'entrada del golf de Sant Llorenç davant la costa canadenca de Terranova, a l'Atlàntic Nord. És l'únic que queda de l'antic territori colonial de la Nova França.
Anteriorment un departament d'ultramar francès, des del 1985 Saint-Pierre i Miquelon és una col·lectivitat territorial amb un estatus de col·lectivitat d'ultramar.

## Història

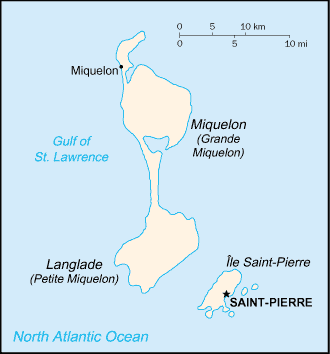
Mapa de Saint-Pierre i Miquelon

Des de començaments del segle xvii, l'arxipèlag de Saint-Pierre i Miquelon serví de base per a la pesca estacional del bacallà per a normands i bretons, i per a la caça de la balena, duta a terme per baleners bascos. Precisament el nom de l'illa de Miquelon és d'origen basc, derivat de l'antropònim Mikel, ja que aquesta illa era utilitzada per pescadors de Donibane Lohizune.
Ara bé, la primera exploració oficial va ser la del navegant portugués João Alvares Fagundes, que descobrí les illes el 20 d'octubre de 1520 i les batejà com les Illes de les Onze Mil Verges (Ilhas do Arcepelleguo das Onze Mil Virgens). Aquesta denominació no es conservà, i ja l'any 1530 s'utilitzà el nom d'illes de Saint-Pierre.
Al segle xviii, les illes van ser abandonades amb la ratificació del Tractat d'Utrecht, per ser posteriorment recuperades oficialment per França mitjançant el Tractat de París de 1763. Com resposta al suport francès als independentistes nord-americans en la Guerra d'Independència americana, les forces britàniques presents a Nova Escòcia atacaren l'arxipèlag el 1778 i obligaren la població a tornar a França.
El Tractat de Versalles de 1783 restituí l'arxipèlag a França i uns sis-cents acadians van poder tornar-hi.
Durant la Revolució Francesa, la comunitat acadiana va haver d'abandonar novament Saint-Pierre i Miquelon, en ser-hi derrotat l'exèrcit republicà francès el 14 de maig de 1793. Aquest nou període de dominació britànica només va durar tres anys, ja que el 1796, l'almirall francès Richerie recuperà l'arxipèlag. Les instal·lacions pesqueres foren destruïdes i fins al 1816 les illes restaren inhabitades.
El Tractat d'Amiens de 1802 reconegué la sobirania francesa sobre l'arxipèlag. Ara bé, França tornà a perdre'l l'any següent durant les guerres napoleòniques.
Calgué esperar fins a la restauració de Lluís XVIII perquè la darrera retrocessió de Saint-Pierre i Miquelon fos definitiva. Així, el juny de 1816, els antics colons retornaren a l'arxipèlag.
Durant la segona meitat del segle xix, l'arxipèlag de Saint-Pierre i Miquelon conegué un auge econòmic important gràcies a la pesca del bacallà.
Durant la Segona Guerra Mundial, el Canadà preparà un projecte de desembarcament a l'arxipèlag per prendre'n possessió. Aquest projecte, que comptava amb el vistiplau dels EUA, no fou dut a la pràctica degut a la prudència del primer ministre canadenc William Lyon Mackenzie King.
Així, l'alliberament de l'arxipèlag, controlat pel règim de Vichy, va anar a càrrec de la resistència francesa. Sota les ordres de Charles de Gaulle, l'almirall Émile Muselier preparà l'alliberament de Saint-Pierre i Miquelon d'amagat i contra la voluntat de les autoritats nord-americanes i canadenques. Saint-Pierre i Miquelon fou un dels primers territoris francesos en unir-se a la França Lliure.
L'arxipèlag esdevingué un territori d'ultramar (TOM) el 1946, i posteriorment, el 1976, departament d'ultramar (DOM), abans d'aconseguir el seu estatus actual per la llei n° 85-595 d'11 de juny de 1985, completat per les disposicions de la revisió constitucional de 28 de març de 2003, que creà la categoria genèrica de les col·lectivitats d'ultramar (COM).
Històricament, Saint-Pierre i Miquelon representà un interès econòmic important per raó dels drets de pesca inherents a la zona econòmica exclusiva de 200 milles marines. La interpretació divergent dels estats francès i canadenc sobre l'aplicació d'aquesta regla internacional donà lloc en els anys noranta a la guerra del bacallà.
Com a conseqüència de la decisió del Tribunal Internacional de la Haia de 10 de juny de 1992, la zona marítima atribuïda a l'arxipèlag es limita a la zona econòmica exclusiva de 12 milles marines a l'est, 24 milles marines a l'oest, i un corredor de 200 milles de llarg per 10 milles d'ample orientat nord/sud.

## Administració
Saint-Pierre, capital de l'arxipèlag, és alhora un dels dos municipis de l'arxipèlag (juntament amb Miquelon-Langlade), i la seu del Consell territorial, i de la prefectura.
El Consell territorial de Saint-Pierre i Miquelon, presidit per Stéphane Lenormand (Archipel demain), està format per 19 membres, que representen les dues circumscripcions electorals, que corresponen a cadascun dels dos municipis: Saint-Pierre (15 consellers) i Miquelon-Langlade (4 consellers). Té competències en fiscalitat, duanes, urbanisme, habitatge i natura. Està assistit per un Comitè econòmic i social.

## Geografia

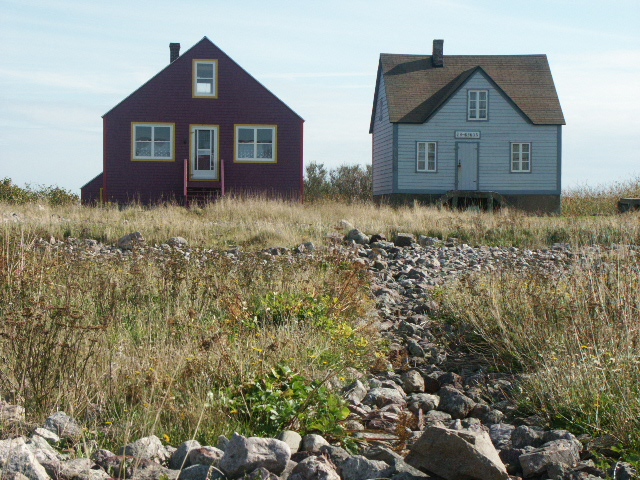
Île aux Marins

### Demografia
La població, en progressió lenta des de la Primera Guerra Mundial, era de 6.069 habitants, segons el cens de 2012, dels quals 5.443 vivien a la petita illa de Saint-Pierre i 626 a les illes de Miquelon-Langlade.

### Geografia física
Saint-Pierre i Miquelon és un petit arxipèlag de vuit illes, amb una superfície total de 242 km², baix, erosionat i d'origen glacial.
L'arxipèlag està compost essencialment per la petita illa de Saint-Pierre (26 km²) i l'illa de Miquelon (216 km²). Aquesta última illa està formada per dues illes: Miquelon (110 km²) i Langlade (91 km²), també conegudes com a Grande i Petite Miquelon, unides per un istme sorrenc des de 1783.
L'interior està ocupat principalment per pantans, essent poc freqüents els boscos. Hom troba altres petites illes o illots deshabitats al voltant del port de Saint-Pierre: l'île aux Marins (o île aux Chiens), l'île aux Pigeons, l'île aux Vainqueurs, Grand Colombier i l'île Verte, un illot al límit de les aigües territorials, entre Saint-Pierre i Terranova i, on la sobirania de França i del Canadà roman incerta.

## Economia
El pes del sector públic en l'economia del territori és molt important. Un terç dels treballadors en actiu són agents de l'Estat, i alhora, l'administració és qui sosté la principal activitat privada, la construcció.
Des de la crisi de l'activitat pesquera, l'arxipèlag sobreviu gràcies a les subvencions directes i indirectes de la metròpoli. El 1999, la taxa d'atur era del 12,8% de la població activa.
Les activitats agrícola i ramadera romanen limitades, degut a l'existència de pocs terrenys de conreu i al clima insular.